# Strymon lorrainea
Strymon lorrainea är en fjärilsart som beskrevs av Johnson, Eisele och Enrique Macpherson 1989. Strymon lorrainea ingår i släktet Strymon och familjen juvelvingar. Inga underarter finns listade i Catalogue of Life.